# (20878) Uwetreske
(20878) Uwetreske (2000 VH50) – planetoida z pasa głównego asteroid okrążająca Słońce w ciągu 4,44 lat w średniej odległości 2,7 j.a. Odkryta 2 listopada 2000 roku.